# Eotrama tamaricis
Eotrama tamaricis är en insektsart. Eotrama tamaricis ingår i släktet Eotrama och familjen långrörsbladlöss. Inga underarter finns listade i Catalogue of Life.